# كرم آق تورك أوغلي
محمد كرم آق تورك أوغلي (بالتركية: Muhammed Kerem Aktürkoğlu) (من مواليد 21 أكتوبر 1998) هو لاعب كرة قدم تركي محترف يلعب كجناح لنادي بنفيكا البرتغالي.

## مسيرته الكروية
بدأ آق تورك أوغلي مسيرته في أكاديمية باشاك شهير للشباب، وأعير إلى بودرومسبور. قبل أن يتوهج مع فريق إرزينكان سبور في موسم 2019-20 وسجل 20 هدفًا في 34 مباراة.

### غلطة سراي
انتقل إلى غلطة سراي في 2 سبتمبر 2020.  ظهر آق تورك أوغلي لأول مرة مع غلطة سراي في المباراة التي تعادل فيها 1-1 مع كايسري سبور يوم 23 نوفمبر 2020. 

## مسيرته الدولية
ظهر لأول مرة مع منتخب تركيا لكرة القدم في 27 مايو 2021 في مباراة ودية ضد أذربيجان. 

## روابط خارجية
- كرم آق تورك أوغلي  على سكروي